# 132 (număr)
132 (o sută treizeci și doi) este numărul natural care urmează după 131 și precede pe 133 într-un șir crescător de numere naturale.

## În matematică
132
- Este un număr abundent.[1][2]
- Este al șaselea număr Catalan.[3][4]
- Este un număr rectangular, produsul lui 11 și 12.[5]
- Având 12 divizori și fiind divizibil cu 12, este un număr refactorabil.[6]
- Sima tuturor aranjamentelor de două cifre din cifrele sale este 132: {\displaystyle 12+13+21+23+31+32=132\,}. 132 este cel mai mic număr cu această properietate,[7] următoarele numere fiind 264, 396 și 35964.[8]
- Este un Număr Devlali.[9][10]
- Este un număr harshad.[11][12]
- Este un număr practic.[13][14]
- Este un număr rotund.[15][16]
- Este un număr semiperfect (pseudoperfect).[17][18]

## În știință

### În astronomie
- Obiectul NGC 132 din New General Catalogue este o galaxie spirală cu o magnitudine 12,7 în constelația Balena.
- 132 Aethra este un asteroid din centura principală.
- OGLE-TR-132 este o stea cu o magnitudine 15,72 în constelația Carina
- 132P/Helin-Roman-Alu, o cometă

## În alte domenii
132 se poate referi la:
- Numărul de apel de urgență al pompierilor din Chile.
- Numărul de coloane al imprimantelor pe linii⁠(d) care folosesc hârtie cu lățimea de 14 țoli.